# Мондо (Чад)
Мондо (фр. Mondo) — город и супрефектура в Чаде, расположенный на территории региона Канем. Административный центр департамента Вади-Биссам.

## Географическое положение
Город находится в западной части Чада, к северо-востоку от озера Чад, на высоте 303 метров над уровнем моря.
Населённый пункт расположен на расстоянии приблизительно 185 километров к северо-северо-востоку (NNE) от столицы страны Нджамены.

## Население
По данным официальной переписи 2009 года численность населения Мондо составляла 63 357 человек (30 063 мужчины и 33 294 женщины). Население супрефектуры по возрастному диапазону распределилось следующим образом: 53,1 % — жители младше 15 лет, 41,8 % — между 15 и 59 годами и 5,1 % — в возрасте 60 лет и старше.

## Транспорт
Ближайший аэропорт расположен в городе Нгури.